# Kanton Le Grand-Bourg
Kanton Le Grand-Bourg (francouzsky Canton du Grand-Bourg) je francouzský kanton v departementu Creuse v regionu Limousin. Tvoří ho sedm obcí.

## Obce kantonu
- Chamborand
- Fleurat
- Le Grand-Bourg
- Lizières
- Saint-Étienne-de-Fursac
- Saint-Pierre-de-Fursac
- Saint-Priest-la-Plaine